# Khả Năng
Khả Năng (1933-1989) là một danh hề người Việt Nam. Sự nghiệp của ông đạt đỉnh thịnh vào đầu thập niên 1970 tại các sân khấu Việt Nam Cộng hòa. Ông được giới mộ điệu đặt cho biệt hiệu Hề Mập.

## Tiểu sử
Nghệ sĩ Khả Năng sinh năm 1933 tại thị xã Quy Nhơn, tỉnh Bình Định, bấy giờ thuộc Trung Kỳ, Liên bang Đông Dương. Sau Đệ nhị thế chiến, ông vô Sài Gòn xin làm tài tử ở ban kịch Dân Nam của đôi vợ chồng Anh Lân - Túy Hoa, tuy nhiên do còn thiếu kinh nghiệm nên ông chỉ được giao những vai phụ xuất hiện một chốc trên sân khấu.
Mãi sau này khi đoàn Thanh Minh Thanh Nga nổi lên, anh tài tử quèn Khả Năng mới xin sang lãnh những vai hề. Đích thân nghệ sĩ Thanh Nga rèn cho ông ca tân nhạc - một loại hình còn tương đối kén khách đương thời. Sau đó, ông lại sang ban Mây Tần của soạn giả Kiên Giang Hà Huy Hà học ngâm, bắt đầu được coi trọng trong giới nghệ sĩ.
Kể từ cách mạng mồng 01 tháng 11, khi sinh hoạt văn nghệ Việt Nam Cộng hòa được khai phóng, Khả Năng hợp với Thanh Việt, Tùng Lâm, Thanh Hoài thành bộ tứ hề khuấy đảo các đại nhạc hội, lại đấu thầu được chương trình Tiếu vương hội phát hàng tuần trên đài số 9. Báo giới và khán giả đặt cho ông biệt danh Hề Mập để phân biệt với các bạn diễn. Bộ tứ này cùng với những người xuất hiện sau là Hoàng Mai, Phi Thoàn, Văn Chung được mệnh danh Thất hài đế, làm nên những gương mặt không thể thiếu trên sân khấu thoại kịch và cải lương đương thời. Trên màn ảnh đại vĩ tuyến, Hề Mập Khả Năng thường được đóng chung với Hề Lùn Tùng Lâm để làm cặp bài trùng gây cười trong các xuất phẩm lâm li bi đát.
Bên cạnh sự nghiệp tấu hề, nghệ sĩ Khả Năng cũng tích cực thi hành bổn phận công dân thời loạn. Ông đăng trình quân lực nhưng với tài văn nghệ ngẫu hứng nên được biên chế vào Tổng cục Chiến tranh Chính trị, sớm thăng hàm sĩ quan cao cấp.
Ngay sau biến cố 30 tháng 04 năm 1975, nghệ sĩ Khả Năng bị bắt đi trại cải tạo Suối Máu 10 năm. Khi được trả tự do, ông đem con trai út vượt biên sang Thái Lan năm 1989, nhưng giữa dòng ông bị lực lượng tuần duyên nước này bắn chết, ngã xuống biển mất xác.

## Sự nghiệp

Khả Năng cùng Thanh Việt

Khả Năng - Thanh Việt - Văn Chung

Tài biến hóa ngôn ngữ hề của nghệ sĩ Khả Năng xuất hiện ở thời kì sân khấu Việt Nam chưa định hình rõ hài kịch, mà chỉ coi là yếu tố bổ sung cho cốt kịch đỡ khô khan, vì thế nâng hài kịch dần lên. Sau khi Khả Năng không còn diễn nữa, phong cách nghệ thuật của ông được giới nghệ sĩ miền Nam bắt chước và gây nên một phong cách kịch nghệ hoàn toàn đặc trưng.
Ở mùa 1 chương trình Ký ức vui vẻ (2018-9), nghệ sĩ Thanh Bạch bộc bạch rằng, phong cách tấu hài trong ông dựa trên nền tảng những băng cassette thâu tiết mục của các nghệ sĩ gạo cội miền Nam mà ông hay coi thuở nhỏ, đặc biệt là thất hài đế.
- Chân trời tím (1971)... Sĩ quan quân tiếp vụ
- Sợ vợ mới anh hùng
- Trường tôi (1973)... Giám thị
- Con ma nhà họ Hứa (1973)
- Tứ quái Sài Gòn (1973)... Hề Mập
- Năm vua hề về làng (1974)
- Lịnh bà xã
- Nhà tôi
- Triệu phú bất đắc dĩ
- Chàng ngốc gặp hên

## Liên kết
1. ↑  "Những danh hiệu một thời vang bóng". Bản gốc lưu trữ ngày 4 tháng 12 năm 2021. Truy cập ngày 14 tháng 2 năm 2021.

### Tư liệu
- Diễn hài trước và sau 1975

| Thất hài đế |
| --- |
| Hoàng Mai \| Khả Năng \| Thanh Việt \| Tùng Lâm \| Thanh Hoài \| Phi Thoàn \| Văn Chung \| Văn Hường \| La Thoại Tân \| Xuân Phát |